# La Flamengrie (Aisne)
La Flamengrie település Franciaországban, Aisne megyében. Lakosainak száma 1098 fő (2022. január 1.). La Flamengrie Buironfosse, La Capelle, Clairfontaine, Le Nouvion-en-Thiérache, Papleux, Rocquigny, Étrœungt, Floyon és Larouillies községekkel határos.

## Népesség
A település népességének változása:
| Lakosok száma | 1041 | 1023 | 1073 | 1053 | 1158 | 1166 | 1118 | 1100 | 1088 | 1098 |
|               | 1968 | 1982 | 1990 | 2006 | 2013 | 2015 | 2017 | 2019 | 2020 | 2022 |